# Jimmy Olsen
James Bartholomew Olsen, més conegut com a Jimmy Olsen, és un personatge fictici que apareix en els còmics estatunidencs publicats per DC Comics. Olsen és un jove periodista fotogràfic que treballa per al Daily Planet. És molt amic de Lois Lane i Clark Kent / Superman, i té una bona relació laboral amb el seu cap Perry White. Olsen mira als seus companys de treball com a models a seguir i figures paternes. Jimmy Olsen va aparèixer per primera vegada al voltant de l'Edat d'or de les historietes. En l'Edat de Plata, va protagonitzar la sèrie de còmics d'humor, Superman's Pal Jimmy Olsen.
Ell ha aparegut en la majoria de les adaptacions dels mitjans de Superman. Va ser interpretat per Tommy Bond en les dues sèries de pel·lícules de Superman, Superman (1948) i Atom Man vs. Superman (1950). Jack Larson va interpretar al personatge del programa de televisió Aventures de Superman. Marc McClure en les pel·lícules de Superman dels anys 70 i 80, així com en la pel·lícula de 1984 Supergirl. Michael Landes en la primera temporada de Lois i Clark: Les noves aventures de Superman i Justin Whalin en les següents tres temporades. Sam Huntington en la pel·lícula de 2006, Superman Returns, Aaron Ashmore en Smallville de The CW i Michael Cassidy en la pel·lícula de 2016 Batman v Superman: Dawn of Justice. En la sèrie Supergirl, és interpretat per Mehcad Brooks. El serà interpretat per Skyler Gisondo en Superman (2025), mentre que Douglas Smith interpretarà a Jimmy en l'última temporada de Superman & Lois.